# Gertrude Grob-Prandl
Gertrude Grob-Prandl (Vienna, 11 novembre 1917 – Vienna, 16 maggio 1995) è stata un soprano austriaco.

## Biografia
Studiò al conservatorio della città natale. Inizialmente intendeva diventare insegnante di piano, ma i professori ne notarono le qualità vocali e fu messa in una classe di canto. Oltre al volume, la sua voce aveva timbro brunito e vibrato stretto.
Debuttò nel 1939 alla Volksoper di Vienna come Santuzza, passando poi a impegnativi ruoli wagnreriani come Isotta e Brünnhilde, per i quali è maggiormente ricordata e che interpretò anche alla Scala, rispettivamente nel 1951 e 54. Altro ruolo caratterizzante della carriera fu Turandot. Si ritirò nel 1972.
Una volta Irmgard Seefried osservò che i "muri tremavano" quando la Grob-Prandl cantava Turandot.. A differenza di molti grandi soprani wagneriani, aveva sufficiente agilità vocale per cantare anche ruoli mozartiani.

## Repertorio
| Ruolo                    | Titolo                  | Autore           |
| ------------------------ | ----------------------- | ---------------- |
| Leonora                  | Fidelio                 | Beethoven        |
| Martha                   | Tiefland                | d'Albert         |
| Una voce                 | Giovanna d'Arco al rogo | Honegger         |
| Gertrude                 | Hänsel e Gretel         | Humperdinck      |
| Santuzza                 | Cavalleria rusticana    | Mascagni         |
| Isabelle                 | Roberto il diavolo      | Meyerbeer        |
| Elettra                  | Idomeneo                | Mozart           |
| Contessa d'Almaviva      | Le nozze di Figaro      | Mozart           |
| Donna Anna               | Don Giovanni            | Mozart           |
| Prima dama               | Il flauto magico        | Mozart           |
| Floria Tosca             | Tosca                   | Puccini          |
| Turandot                 | Turandot                | Puccini          |
| Rosalinde                | Il pipistrello          | Strauss, Johann  |
| Elettra                  | Elettra                 | Strauss, Richard |
| Arianna/Primadonna       | Arianna a Nasso         | Strauss, Richard |
| Amelia                   | Un ballo in maschera    | Verdi            |
| Donna Leonora di Vargas  | La forza del destino    | Verdi            |
| Aida                     | Aida                    | Verdi            |
| Senta                    | Il vascello fantasma    | Wagner           |
| Elisabeth Venere         | Tannhäuser              | Wagner           |
| Elsa di Brabante Ortruda | Lohengrin               | Wagner           |
| Brunilde                 | La Valchiria            | Wagner           |
| Isotta                   | Tristano e Isotta       | Wagner           |
| Brunilde                 | Sigfrido                | Wagner           |
| Brunilde                 | Il crepuscolo degli dei | Wagner           |
| Kundry                   | Parsifal                | Wagner           |
| Reiza                    | Oberon                  | Weber            |

## Discografia

### Incisioni in studio
| Anno | Titolo       | Cast                                                          | Direttore              | Etichetta |
| ---- | ------------ | ------------------------------------------------------------- | ---------------------- | --------- |
| 1950 | Don Giovanni | Mariano Stabile, Hilde Konetzni, Hedda Heusser, Herbert Handt | Hans Swaroswky         | Nixa      |
|      | Idomeneo     | Horst Taubmann,Greta Menzel, Herbert Handt, Gertrud Hopf      | Meinhard von Zallinger | Nixa      |
| 1953 | Turandot     | Antonio Spruzzola, Renata Ferrari Ongaro, Norman Scott        | Franco Capuana         | Remington |

### Registrazioni dal vivo
| Anno | Sede     | Titolo                  | Cast                                                    | Direttore        |
| ---- | -------- | ----------------------- | ------------------------------------------------------- | ---------------- |
| 1949 | Vienna   | Il crepuscolo degli dei | Günther Treptow, Ludwig Weber, Adolf Vogel, Karl Kamann | Rudolf Moralt    |
| 1951 | La Scala | Tristano e Isotta       | Max Lorenz, Sigurd Bjorling, Elsa Cavelti, Sven Nilsson | Victor De Sabata |
| 1958 | Firenze  | Turandot                | Gastone Limarilli, Jolanda Meneguzzer, Paolo Washington | Gabriele Santini |